# Lugek
Lugek war eine Masseneinheit (Gewichtsmaß) und fand als Getreidemaß Anwendung. Das Maß galt in Thessalien, einer griechischen Region. Es gilt als türkisches Maß.
- 1 Lugek = 20 Oken (1 O.= 1,28 Kilogramm) etwa 51 Pfund (Preußen 1 Pf. = 30 Lot) plus 7 Lot (Preußen 1 L. = 16,667 Gramm) = 25617,179 Gramm